# PlayStation VR
- PlayStation > PlayStation 4 > PlayStation VR
- PlayStation > PlayStation 5 > PlayStation VR

PlayStation VR（プレイステーション ヴィーアール、略称: PS VR）は、ソニー・インタラクティブエンタテインメント（略: SIE）が2016年10月13日に発売したPlayStation 4 (PS4) とPlayStation 5 (PS5) 用バーチャル・リアリティヘッドセット。

## 概要
有機EL (OLED) 1920×1080ディスプレイ、RGB部分画素配列で、コンテンツを最大120fpsで表示できる。
2016年、第3回Yahoo!検索大賞 プロダクトカテゴリ 家電部門賞を受賞。
全世界累計売上台数が2019年12月末の時点で500万台を達成。

### マーケティング
最初にデモンストレーションされたのは『ザ・トゥナイト・ショー・スターリング・ジミー・ファロン』で『ザ・キャッスル』がプレイされた時で2014年のE3の間もプレイできた。2014年11月にラスベガスで開催された『ソニー・プレイステーション・エクスペリエンス・エキスポ』にも登場した。

### セット内容
PlayStation VR (CUH-ZVR1/CUH-ZVR2)
VRヘッドセット
プロセッサーユニット
ステレオヘッドホン
VRヘッドセット接続ケーブル
HDMIケーブル
USBケーブル
ACアダプター(CUH-ZAC1)
電源コード
PlayStation Camera (CUH-ZEY1J/CUH-ZEY2J)
DUALSHOCK 4 (CUH-ZCT1J/CUH-ZCT2J)
PlayStation Move モーションコントローラ (CECH-ZCM1J/CECH-ZCM2J)

## 歴史
PlayStation VRの歴史を、その実現へと繋がった技術や、それを念頭に開発した周辺機器も含めて解説する。
ソニーのヘッドマウントディスプレイの技術は1990年代に遡る。1997年、ソニーはヘッドマウントディスプレイの世界初の商品化であるグラストロンを発売した。
2014年の早い時期のことだが、（旧）ソニー・コンピュータエンタテインメント（略: SCE）の研究開発技術者のアントン・ミハイロフは『自分のチームは " プロジェクト・モーフィアス" の仕事をかれこれ3年以上している』と語った。なおアントン・ミハイロフによると、" PlayStation 3向け周辺機器 " であったPlayStation Moveというのは、その公表は（PS4のPS VRの公表よりずっと以前の）2009年6月であったにもかかわらず、当時まだこの世に存在していなかった「未来のヘッドマウント・テクノロジー」のことを念頭に置きつつ設計されたのだという。「VRは当時まだコモディティ化していなかったが、我々はMoveがVRのコントローラとなるように仕様を決定し、そして製作した。我々は技術者であるので、これが正しいんだ、とだけ言った。当時、コンシューマ（一般消費者）向けの（VRの）プロジェクトで(MoveのVR機器としての動作検証の）作業をできるようなものは存在しなかったが、我々は、それ（未来に実現させるであろうコンシューマ向けVR装置）をまさに思い描きつつ、Moveを設計したのだ」とミハイロフは述べた。

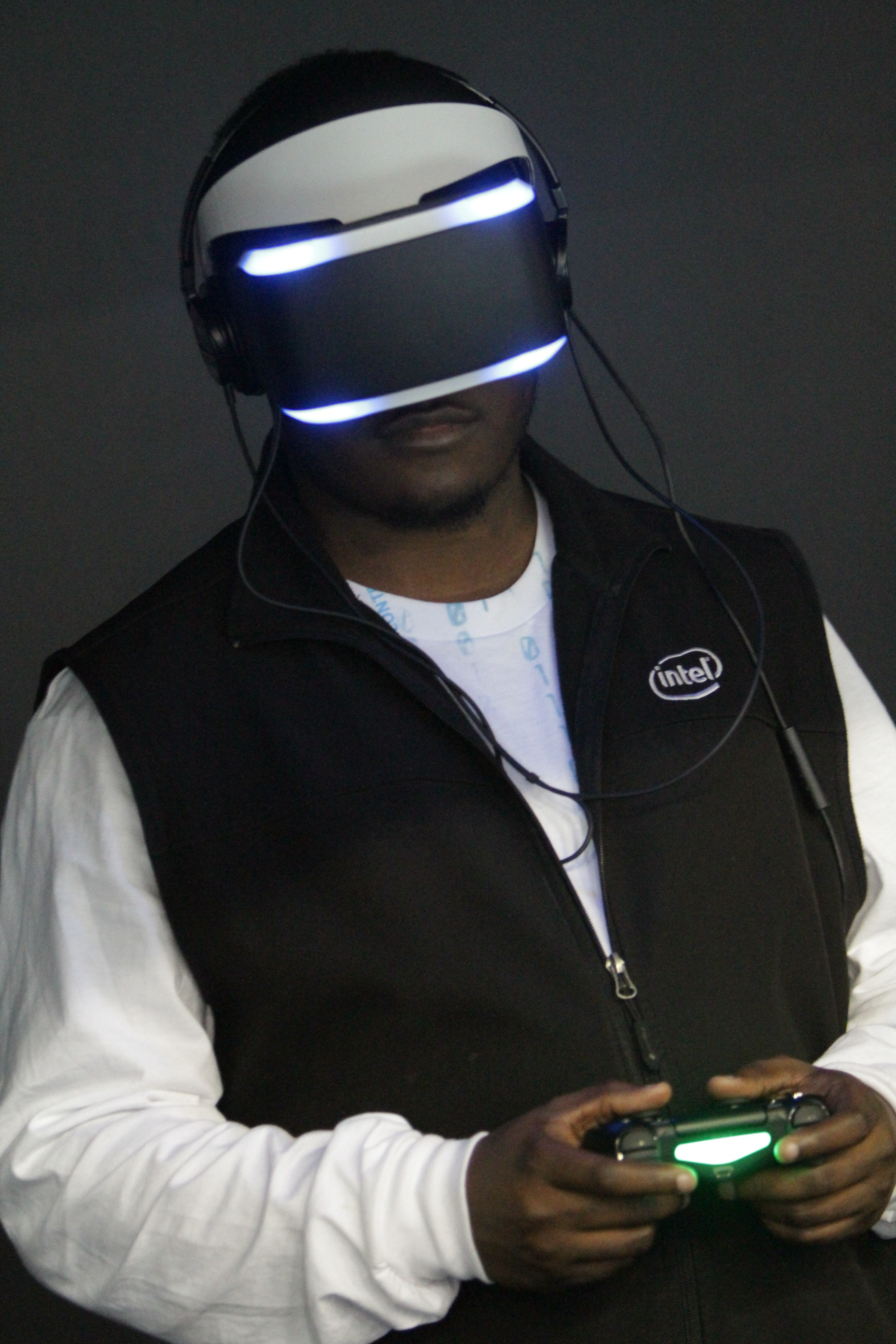
2014年のGame Developers Conferenceでプロジェクト・モーフィアスをデモンストレーションする男性。

「プロジェクト・モーフィアス Project Morpheus」は2014年3月のGame Developers Conference（GDC）において正式に発表され、その試作機も披露された。旧SCEワールドワイド・スタジオ代表取締役会長の吉田修平はプロジェクト・モーフィアスについて「PlayStationから提供させていただく次段階のイノベーションであり、これはゲームの未来となるものだ」と述べた。
旧SCEは2015年のGDCでも新情報を発表し、公式サイトに今後の公式予定と更新された仕様を掲載した。
2015年9月15日（日本標準時）、『SCEJA Press Conference2015』において、正式名称が「PlayStation VR」に決定したことが発表された。
2016年3月15日（太平洋標準時）、GDCにおいて、全世界（日・欧・北米）で2016年10月に発売予定であることが発表された。
2022年1月5日、後継機となる『PlayStation VR2』を発表した。

## ハードウェア
いずれの機器やPS VR対応ゲームも、PS VR2とは一切の互換性を持たないが、PS5でも接続が可能。

### VRヘッドセット
HDMI端子、および独自端子の二つの端子で接続するPS VRの実際に画面が映る部分。ヘッドセットには頭に確実に装着するため、締め付けるためのベルトパーツが存在し、一度装着した後にヘッドセット背面のボタンを押しながらダイヤルを回すことで調整が可能。また、ヘッドスコープはCUH-ZVR1はスコープ下、CUH-ZVR2はスコープ上にあるボタンを押すことでスコープと目の距離を離すことが可能。光が入らないように、着脱可能なゴムカバーが取り付けられている。CUH-ZVR1ではヘッドセットにつながるケーブルにある4つのボタンの一番上、CUH-ZVR2ではスコープ下にあるボタンが電源ボタンであり、PS VR側から電源を入れるとPS4(PS5)も電源が入る。映像の軸はOPTIONに該当するボタンを長押しすることで調整できる。スコープのレンズ部分には正しくヘッドセットを取り付けたかどうかを判定するセンサーが存在。スクリーンは有機ELで、画質は二枚の画面をすべて含めると1920×1080。CUH-ZVR1ではVRヘッドセット専用の延長ケーブルが同梱されていたが、CUH-ZVR2ではケーブルの長さがヘッドセットに統合。CUH-ZVR2はイヤホンをヘッドセットの横に固定することも可能。

### プロセッサーユニット
PS4から出力されるHDMI、テレビに出力するHDMI、PS4と接続するためのUSB MicroB端子、独自規格のACアダプター用の端子の四つで接続するPS VRの拡張ユニット。CUH-ZVR1ではHDMI端子とVRヘッドセットを接続する箇所を外枠のスライドカバーで覆い隠すことができたが、CUH-ZVR2ではスライドカバーが廃止された。電源を供給しなければ、プロセッサユニットを正しく接続していても、テレビに画面を映すことができない。電源が供給される間、プロセッサユニットのファンは常に回転し、前面のLEDはPS4(PS5)の電源が切れているとき（レストモードも同様）は赤色、起動中は白色に点灯する。

### ステレオヘッドホン
マイク機能はないが、向きが表記されている。PS VRに同梱されたヘッドホンだけでなく、従来のヘッドホンも端子が同じなので挿入可能。挿入する箇所はCUH-ZVR1ではケーブルの途中にあるボタンの横、CUH-ZVR2はヘッドセットの後方。

### PlayStation Camera
PS VRのすべてのゲームで必須。二つの双眼カメラを使用し、VRヘッドセット、DUALSHOCK 4,PlayStation Move モーションコントローラー、PlayStation VR シューティングコントローラーのLEDを使ってポインターと位置の検知を行う。PS VRのプレイ中にマイクを使う場合は通常PlayStation Cameraの入力となる。PS5用HDカメラはPS VRを想定したものではないため使用不可。PS5に接続する場合は、無償でインターネット上からプロセッサユニットの製造型番を入力することでもらえる「PlayStation Camera アダプター」を使用し、USB接続することで使用が可能。

### DUALSHOCK 4
モーションコントローラーを使用しないほぼすべてのPS VRのゲームで必須。ライトバー機能を活用できる。DualSenseで代替することはできない。

### PlayStation Moveモーションコントローラー
2016年以前に発売のものと、2017年以降発売のもので互換性やデザインが大きく異なるが、基本的には両方とも使用が可能。二つのモーションコントローラーが必須になるソフトも存在。逆にPS VR内でモーションコントローラーを使用しない作品では、モーションコントローラーを本体に接続していてもライトバーが付かなくなる。

### PlayStation Move ナビゲーションコントローラー
Chess Ultra、Dream Match Tennis VR、Stunt Kite Masters VRでのみ使用。

### PlayStation VR シューティングコントローラー
一部作品で使用。銃型で、十字ボタンやL1,L2も存在。

## PlayStation VRの装着手順
以下の手順を踏んでPS VRをPS4(PS5)に接続する必要がある。
1. 外箱を開けてすべてのケーブル・機器を取り出し、ケーブルの番号を確かめる。
2. PS4のAUX端子にPlayStation Cameraを接続し、カメラの位置を調整する。PS5の場合は、PS5背面のUSB3.0端子に無償配布された「PlayStation Camera アダプター」に接続したPlayStation CameraをUSB経由で接続する。
3. PS4(PS5)に接続された、テレビに繋がっているHDMIケーブルを外す。
4. そのHDMIケーブルを、プロセッサユニットの「HDMI TO TV」の端子に接続する。
5. プロセッサユニットの「HDMI TO PS4」端子とPS4(PS5)の映像出力端子にHDMIケーブルをもう一本用意して接続する。
6. プロセッサユニットのUSB MicroB端子とPS4(PS5)のUSB TypeA端子をUSBケーブルで接続する。
7. プロセッサユニット用ACアダプターに電源ケーブルを接続し、予めコンセントに接続。
8. プロセッサユニット用ACアダプターの端子をプロセッサユニットに接続し、プロセッサユニットのLEDを赤色に点灯することを確かめる。
9. プロセッサユニットの位置を調整したあと、プロセッサユニット前面の２つの端子にPlayStation VRヘッドセットのケーブルを、（CUH-ZVR1の場合は必要に応じて延長ケーブルも経由しながら）接続する。
10. ヘッドセットのスコープをかぶり、ヘッドセットのヘッドホン端子にイヤホンを接続し、耳に装着する。
11. PS4(PS5)の電源を手動、またはPS VRヘッドセットの電源ボタンで起動させる。その後、初期設定画面が表示される。
12. 初期設定画面の案内に従い、ヘッドセット背面のダイヤル、スコープ付近のボタンでヘッドセットの締め付けを調整し、周りの環境を確かめる。
13. DUALSHOCK 4などの必要に応じたコントローラーをペアリング・接続する。初回接続時に「キャリブレーション」によるポインターの設定が表示されるため、PlayStation CameraにコントローラーのLEDを向けて設定を行う。
14. 必要に応じて設定画面からPlayStation Cameraやヘッドセットの調整を行う。PS VR対応コンテンツの起動時はヘッドセットの電源を入れ直す必要があることもある。

## 対応ソフト
（発売順、†印のタイトルは、アップデートあるいは追加コンテンツのダウンロードにより対応）
| 発売日         | タイトル                                              | 発売元                             | 備考 |
| -------------- | ----------------------------------------------------- | ---------------------------------- | --- |
| 2015年11月19日 | Star Wars バトルフロント                              | エレクトロニック・アーツ           | † 2016.12.07リリースの追加コンテンツ「STAR WARS バトルフロント ROgue One:Xウィング VRミッション」（無料）をPlayStation Storeでダウンロードすることでプレイ可能。 |
| 2016年03月24日 | デッド オア アライブ エクストリーム3 フォーチュン     | コーエーテクモゲームス             | † |
| 2016年03月24日 | トラックマニア ターボ                                 | ユービーアイソフト                 | † |
| 2016年08月25日 | 初音ミク -Project DIVA- X HD                          | セガゲームス                       | † |
| 2016年10月13日 | PlayStation VR WORLDS                                 | SIE                                | |
| 2016年10月13日 | RIGS: Machine Combat League                           | SIE                                | |
| 2016年10月13日 | ライズ オブ ザ トゥームレイダー                       | スクウェア・エニックス             | |
| 2016年11月17日 | DRIVECLUB VR                                          | SIE                                | |
| 2017年01月26日 | バイオハザード7 レジデント イービル                   | カプコン                           | |
| 2017年03月09日 | クロワルール・シグマ                                  | PLAYISM                            | |
| 2017年03月16日 | 閃乱カグラ PEACH BEACH SPLASH                         | マーベラス                         | † |
| 2017年03月23日 | イーグルフライト                                      | ユービーアイソフト                 | |
| 2017年06月01日 | 鉄拳7                                                 | バンダイナムコエンターテインメント | |
| 2017年06月22日 | Farpoint                                              | SIE                                | |
| 2017年06月29日 | Starblood Arena                                       | SIE                                | |
| 2017年08月24日 | 新次元ゲイム ネプテューヌVIIR                         | コンパイルハート                   | |
| 2017年10月14日 | V!勇者のくせになまいきだR                             | SIE                                | |
| 2017年10月19日 | グランツーリスモSPORT                                 | SIE                                | |
| 2017年12月14日 | The Elder Scrolls V: Skyrim VR                        | ベセスダ・ソフトワークス           | |
| 2017年12月14日 | ガングレイヴVR                                        | IGGYMOB                            | |
| 2017年12月19日 | ホームスターVR for PlayStationVR                      | 株式会社ポケット                   | |
| 2017年12月21日 | Doom VFR                                              | ベセスダ・ソフトワークス           | |
| 2017年12月21日 | A列車で行こうExp.                                     | アートディンク                     | |
| 2018年01月11日 | しあわせ荘の管理人さん。                              | ディースリー・パブリッシャー       | † |
| 2018年01月18日 | ATV ドリフト&トリックス                               | 3goo                               | |
| 2018年02月22日 | サマーレッスン ひかり・アリソン・ちさと3in1基本パック | バンダイナムコエンターテインメント | |
| 2018年03月22日 | ARK Park                                              | SNAIL GAMES                        | |
| 2018年04月26日 | Bravo Team                                            | SIE                                | |
| 2018年04月26日 | 実況パワフルプロ野球2018                              | コナミデジタルエンタテインメント   | |
| 2018年05月24日 | ペルソナ3 ダンシング・ムーンナイト                    | アトラス                           | |
| 2018年05月24日 | ペルソナ5 ダンシング・スターナイト                    | アトラス                           | |
| 2018年07月26日 | まいてつ -pure station-                               | ヴューズ                           | |
| 2018年08月30日 | Firewall Zero Hour                                    | SIE                                | |
| 2018年09月06日 | ANUBIS ZONE OF THE ENDERS : M∀RS                      | コナミデジタルエンタテインメント   | |
| 2018年10月04日 | ASTRO BOT: RESCUE MISSION                             | SIE                                | |
| 2018年11月08日 | Déraciné                                              | SIE                                | |
| 2018年11月09日 | テトリス エフェクト                                   | エンハンス                         | |
| 2018年11月22日 | 絶体絶命都市4Plus -Summer Memories-                   | グランゼーラ                       | |
| 2019年01月17日 | エースコンバット7 スカイズ・アンノウン                | バンダイナムコエンターテインメント | |
| 2019年05月30日 | ライアン・マークス リベンジミッション                 | SIE                                | |
| 2019年06月07日 | みんなのGOLF VR                                       | SIE                                | |
| 2019年08月08日 | Wolfenstein: Cyberpilot                               | ベセスダ・ソフトワークス           | |
| 2019年08月22日 | 東京クロノス                                          | MyDearest                          | |
| 2019年10月10日 | アッシュと魔法の筆                                    | SIE                                | |
| 2019年10月17日 | サイレントVR                                          |                                    | |
| 2020年07月03日 | マーベルアイアンマン VR                               | SIE                                | |
| 2020年07月09日 | EBASEBALLパワフルプロ野球2020                         | コナミデジタルエンタテインメント   | |
| 2020年08月27日 | 英雄伝説 創の軌跡                                     | 日本ファルコム                     | |
| 2020年12月03日 | 電車でGO!! はしろう山手線                             | スクウェア・エニックス             | |
| 2022年04月21日 | EBASEBALLパワフルプロ野球2022                         | コナミデジタルエンタテインメント   | |

### 配信専用タイトル
| 配信開始日     | タイトル                                                         | 発売元                             | 備考 |
| -------------- | ---------------------------------------------------------------- | ---------------------------------- | --- |
| 2014年12月11日 | JOYSOUND TV Plus                                                 | エクシング                         | † |
| 2015年03月12日 | STAR STRIKE ULTRA VR                                             | SIE                                | † |
| 2015年07月08日 | Race The Sun                                                     | Flippfly                           | † |
| 2016年08月16日 | バウンド：王国の欠片                                             | SIE                                | † |
| 2016年10月13日 | THE PLAYROOM VR                                                  | SIE                                | |
| 2016年10月13日 | Until Dawn: Rush of Blood                                        | SIE                                | |
| 2016年10月13日 | 初音ミク VR フューチャーライブ 1st Stage                         | セガゲームス                       | |
| 2016年10月13日 | アイドルマスター シンデレラガールズ ビューイングレボリューション | バンダイナムコエンターテインメント | |
| 2016年10月13日 | サマーレッスン 宮本ひかり                                        | バンダイナムコエンターテインメント | |
| 2016年10月13日 | KITCHEN                                                          | カプコン                           | |
| 2016年10月13日 | サイバーダンガンロンパVR 学級裁判                                | スパイク・チュンソフト             | |
| 2016年10月13日 | Fly to KUMA                                                      | コロプラ                           | |
| 2016年10月13日 | THUMPER リズム・バイオレンスゲーム                               | Drool                              | |
| 2016年10月13日 | バットマン アーカム VR                                           | ワーナー・ブラザース               | |
| 2016年10月13日 | Rez Infinite                                                     | エンハンス・ゲームズ               | |
| 2016年10月13日 | Battle zone                                                      | Rebellion                          | |
| 2016年10月13日 | Catlateral Damage にゃんこラテラルダメージ                       | Fire Hose Games                    | |
| 2016年11月02日 | 東方紅舞闘V                                                      | メディアスケープ                   | |
| 2016年11月04日 | Call of Duty: Infinite Warfare Jackal Assault VR                 | SIE                                | 「コール オブ デューティ インフィニット・ウォーフェア」を所有していない人も、このVRミッションの単体を無料でダウンロードおよびプレイ可能。            |
| 2016年11月04日 | O! My Genesis VR                                                 | XPEC                               | |
| 2016年11月10日 | 初音ミク VR フューチャーライブ 2nd Stage                         | セガゲームス                       | |
| 2016年11月16日 | Littlstar VR Cinema                                              | Little Star                        | |
| 2016年11月17日 | つみきBLOQ VR                                                    | SIE                                | |
| 2016年11月17日 | Don't be Afraid –Biohazard × L'Arc-en-Ciel on PlayStation VR-    | SIE                                | |
| 2016年11月30日 | Robinson: The Journey                                            | Crytek                             | |
| 2016年12月07日 | Werewolves Within                                                | ユービーアイソフト                 | |
| 2016年12月08日 | anywhere VR                                                      | SME                                | |
| 2016年12月15日 | ヒア・ゼイ・ライ –眠りし者たち-                                  | SIE                                | |
| 2016年12月15日 | 初音ミク VR フューチャーライブ 3rd Stage                         | セガゲームス                       | |
| 2016年12月15日 | Job Simulator                                                    | Owlchemy                           | |
| 2016年12月20日 | NBA 2K VR エクスペリエンス                                       | テイクツー・インタラクティブ       | |
| 2016年12月22日 | ローラーコースタードリームズ                                     | びんぼうソフト                     | |
| 2016年12月22日 | Tethered                                                         | Secret Sorcery                     | |
| 2017年01月12日 | カーニバルゲームズVR                                             | テイクツー・インタラクティブ       | |
| 2017年02月16日 | VR Tennis Online                                                 | コロプラ                           | |
| 2017年02月17日 | ヘディング工場                                                   | ジェムドロップ                     | |
| 2017年02月21日 | チャリ走VR                                                       | スパイシーソフト                   | |
| 2017年02月22日 | DEXED                                                            | Ninja Theory                       | |
| 2017年02月23日 | The Brookhaven Experiment                                        | Phosphor Games                     | |
| 2017年02月28日 | STEEL COMBAT                                                     | コロプラ                           | |
| 2017年03月02日 | ホロボール                                                       | Tree Fortress                      | |
| 2017年03月03日 | How We Soar                                                      | Penny Black Studios                | |
| 2017年03月07日 | アンアーシング・マーズ                                           | Winking                            | |
| 2017年03月30日 | Darknet                                                          | Archiact Interactive               | |
| 2017年03月31日 | Fruit Ninja VR                                                   | Halfbrick Studios                  | |
| 2017年04月26日 | Mortal Blitz                                                     | Skonec                             | |
| 2017年04月28日 | Symphony of the Machine                                          | Stirfire Studios                   | |
| 2017年05月02日 | Gnog                                                             | SKO-OP MODE                        | |
| 2017年05月25日 | DYING: Reborn VR                                                 | Oasis Games                        | |
| 2017年05月31日 | Star Trek: Bridge Crew                                           | ユービーアイソフト                 | |
| 2017年06月08日 | ワイプアウト オメガコレクション                                  | SIE                                | † |
| 2017年06月22日 | サマーレッスン アリソン・スノウ                                  | バンダイナムコエンターテインメント | |
| 2017年06月30日 | Crystal Rift                                                     | Psytec Games                       | |
| 2017年06月30日 | Windlands                                                        | Psytec Games                       | |
| 2017年07月13日 | Ancient Amuletor                                                 | Time of Virtual Reality            | |
| 2017年07月13日 | Fantastic Contraption                                            | Radial Games                       | |
| 2017年07月20日 | SUPERHOT VR                                                      | SUPERHOT                           | |
| 2017年07月25日 | Smashbox Arena                                                   | Archiact Interactive               | |
| 2017年08月28日 | カイジVR〜絶望の鉄骨渡り〜                                       | ソリッドスフィア株式会社           | |
| 2017年09月28日 | 乖離性ミリオンアーサーVR                                         | スクウェア・エニックス             | |
| 2017年09月30日 | Infinite Minigolf                                                | ZEN Studios                        | |
| 2017年10月12日 | サマーレッスン 新城ちさと                                        | バンダイナムコエンターテインメント | |
| 2017年10月19日 | Light Tracer                                                     | Oasis Games                        | |
| 2017年10月25日 | PixelJunk VR Dead Hungry                                         | キュー・ゲームス                   | |
| 2017年10月26日 | クーロンズゲートVR suzaku                                        | ジェットマン                       | |
| 2017年11月02日 | The Bellows                                                      | Castle Steps                       | |
| 2017年11月16日 | ブロック ビルダー DX                                             | レイニーフロッグ                   | |
| 2017年12月01日 | MOTO RACER 4                                                     | H2 INTERACTIVE                     | |
| 2017年12月13日 | 人喰いの大鷲トリコ VR DEMO                                       | SIE                                | 『人喰いの大鷲トリコ』のほんの一部分だけを試みにVR化した、あくまでデモ的な「体験版」。トリコの大きさを実感できる。無料でダウンロードとプレイが可能。 |
| 2017年12月16日 | Fate/Grand Order VR feat.マシュ・キリエライト                    | アニプレックス                     | |
| 2018年01月25日 | The Inpatient －闇の病棟－                                       | SIE                                | |
| 2018年02月27日 | Moss                                                             | Polyarc, Inc.                      | |
| 2018年03月22日 | アリゾナ サンシャイン                                            | Vertigo Games B.V                  | |
| 2018年05月24日 | ONE PIECE GRAND CRUIS                                            | バンダイナムコエンターテインメント | |
| 2018年05月31日 | ねこあつめVR                                                     | ヒットポイント                     | |
| 2018年06月21日 | Animal Force                                                     | SIE                                | |
| 2018年07月05日 | Stifled                                                          | SIE                                | |
| 2018年12月14日 | Borderlands 2 VR                                                 | テイクツー・インタラクティブ       | |
| 2019年04月18日 | イモータル・レガシー 不滅の禍                                    | SIE                                | |
| 2019年08月18日 | BEATS FEVER VRリズムステージ                                     | サン電子(株)                       | |
| 2019年12月05日 | 初音ミク VR                                                      | Degica                             | |
| 2019年04月03日 | Gun Club VR                                                      |                                    | |
| 2021年01月17日 | Swordsman VR                                                     | SINN STUDIO INC.                   | |
| 2021年02月04日 | 狼と香辛料VR2                                                    | ジェムドロップ株式会社             | |
| 2021年03月04日 | Paper Beast                                                      | PIXEL REEF                         | |
| 2021年12月14日 | Puzzling Places                                                  | Realities.io Inc                   | |
| 2022年04月05日 | Moss:第2巻                                                       | POLYARC, INC.                      | |

## システムソフトウェア
PS VRにもPS4本体と同様にシステムソフトウェアが存在する。2023年時点ではバージョン5.0が最新。

### 補足
1. ↑  旧称: ソニー・コンピュータエンタテインメント（略: SCE）。
2. ↑  左右それぞれの目に960×1080、ピクセルアスペクト比 2:1。
3. ↑  CUH-ZVR1のみ。